# 羅必信
羅必信（1919年12月28日—2009年8月2日），葡萄牙軍人、政治人物。
羅必信在1959年至1962年期間擔任葡屬東非一個區的總督。1962年調往澳門，擔任澳門總督，並兼任澳門屯駐地的總參謀長。1966年調離此職，但仍然介入澳門的相關事務。
1970年，被調任葡屬佛得角總督。1974年葡國發生康乃馨革命，佛得角獨立，羅必信成為最後一任總督。